# Liste der Monuments historiques in Raves
Die Liste der Monuments historiques in Raves führt die Monuments historiques in der französischen Gemeinde Raves auf.

## Liste der Objekte
| Bezeichnung                                       | Beschreibung                              | Standort                         | Kennzeichnung | Schutzstatus | Datum | Bild |
| ------------------------------------------------- | ----------------------------------------- | -------------------------------- | ------------- | ------------ | ----- | ---- |
| Glocke                                            | Bronze, 1749 gegossen                     | in der Kapelle St-Étienne (Lage) | PM88000736    | Classé       | 1921  |      |
| Skulptur Madonna mit Kind                         | Holz, farbig gefasst, 18. Jahrhundert     | in der Kapelle St-Étienne (Lage) | PM88000739    | Classé       | 1966  |      |
| Altarkreuz und acht Altarleuchter                 | Kupfer, Anfang des 19. Jahrhunderts       | in der Kapelle St-Étienne (Lage) | PM88000741    | Classé       | 1966  |      |
| Statuenreliquiar Heiliger Laurentius              | Holz, farbig gefasst, 18. Jahrhundert     | in der Kapelle St-Étienne (Lage) | PM88000745    | Classé       | 1966  |      |
| Vier Altarflügel mit Szenen aus dem Leben Christi | beidseitig bemalt; Ölfarbe auf Holz, 1552 | in der Kapelle St-Étienne (Lage) | PM88000737    | Classé       | 1939  |      |
| Skulptur Heiliger Antonius der Große (1)          | Holz, farbig gefasst, 18. Jahrhundert     | in der Kapelle St-Étienne (Lage) | PM88000740    | Classé       | 1966  |      |
| Reliquiar                                         | Holz, vergoldet, Glas, 18. Jahrhundert    | in der Kapelle St-Étienne (Lage) | PM88000746    | Classé       | 1966  |      |
| Skulptur Heiliger Laurentius                      | Holz, farbig gefasst, 18. Jahrhundert     | in der Kapelle St-Étienne (Lage) | PM88000738    | Classé       | 1966  |      |
| Skulptur Heiliger Antonius der Große (2)          | Holz, farbig gefasst, 18. Jahrhundert     | in der Kapelle St-Étienne (Lage) | PM88000742    | Classé       | 1966  |      |
| Skulptur Heiliger Stephanus                       | Holz, farbig gefasst, 18. Jahrhundert     | in der Kapelle St-Étienne (Lage) | PM88000744    | Classé       | 1966  |      |
| Skulptur Heiliger Markus                          | Holz, farbig gefasst, 18. Jahrhundert     | in der Kapelle St-Étienne (Lage) | PM88000743    | Classé       | 1966  |      |